# 甘尼夫卡 (利波韋茨區)
49°17′58″N 29°4′53″E / 49.29944°N 29.08139°E
甘尼夫卡（烏克蘭語：Ганнівка），是烏克蘭的村落，位於該國西南部文尼察州，由文尼察區負責管轄，始建於1849年，面積0.84平方公里，海拔高度272米，2001年人口179。